# Hermann Großhut
Hermann Großhut (3. Februar 1847–10. Januar 1922) war ein Eisenwarenhändler, Bankier und Stadtrat von Roth, der heutigen Kreisstadt des mittelfränkischen Landkreises Roth.

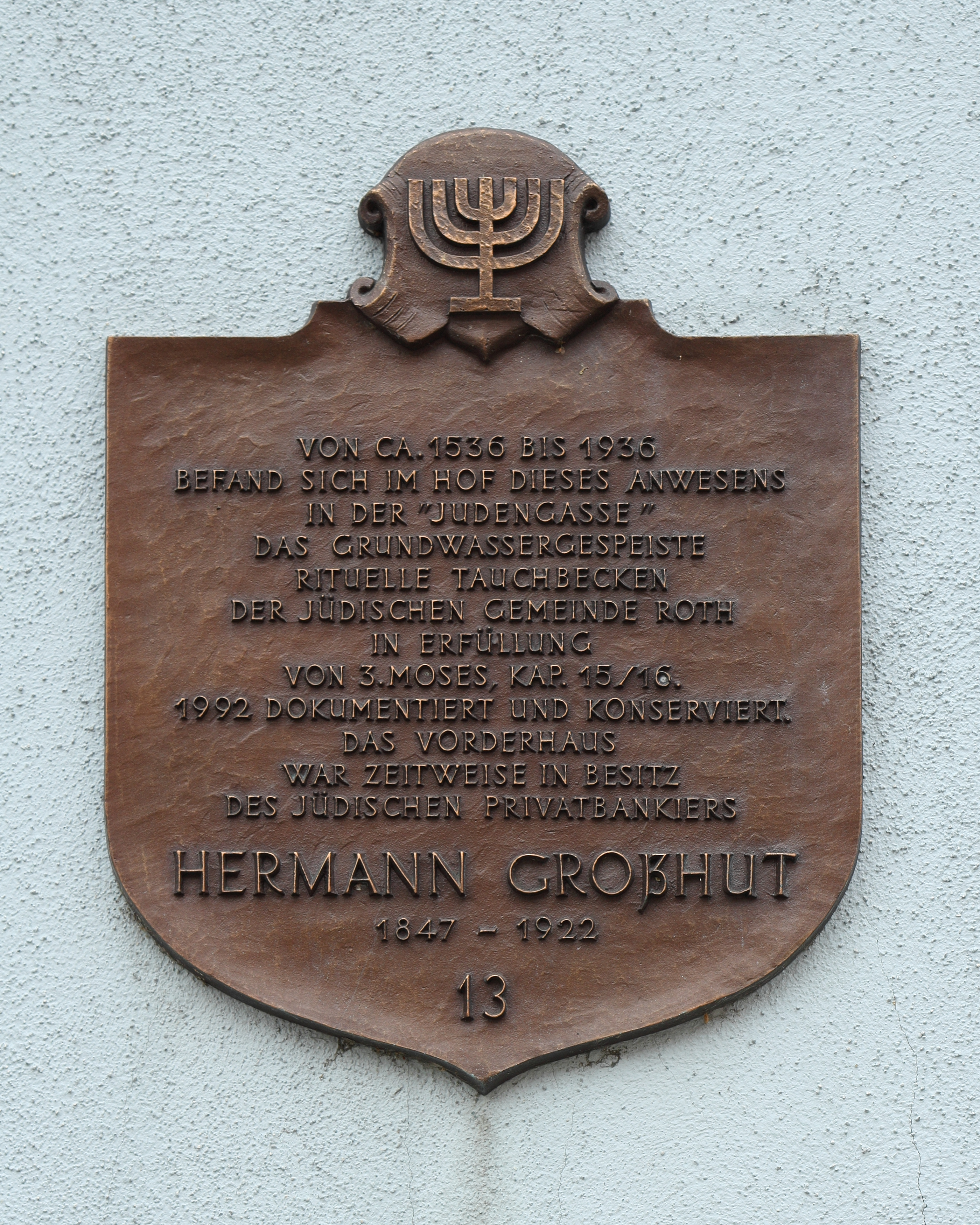
Infotafel am Haus Kugelbühlstraße 4 in Roth, das zeitweise im Besitz von Hermann Großhut war.

Hermann Großhut unterhielt in Roth einen Eisenwarenfachhandel und ging als erster Privatbankier in die Stadtgeschichte ein. Noch heute erinnert eine Gedenktafel am Kugelbühlplatz an ihn.
Großhut wurde auf dem Jüdischen Friedhof in Georgensgmünd bestattet. Seine schlichte Mazewa (Grabstein) ist fast völlig verwittert.
In Roth wurde eine Straße nach dem langjährigen Stadtratsmitglied Hermann Großhut benannt.